# Cereixa (A Pobra do Brollón)
San Pedro de Cereixa és una parròquia del municipi gallec d'A Pobra do Brollón, a la província de Lugo. Limita al nord amb les parròquies d'Eixón i Castrosante, a l'est amb A Pobra do Brollón i Castroncelos, al sud amb Pinel i Abrence, i a l'oest amb Fornelas i Chavaga.
El 2015 tenia 137 habitants agrupats en 11 entitats de població: A Albariza, Alende, As Areas, Cima de Vila, A Estación, O Falcón, A Ponte, Guntiñas, Nogueiras, Rairos i A Zapateira.
Entre el seu patrimoni destaquen les restes del castre de San Lourenzo, l'església de San Pedro i la capella de Nogueiras. Les festes se celebren a principis d'octubre en honor de la Verge del Roser (Virxe do Rosario). A la localitat va néixer María Castaña, impulsora de revoltes contra el bisbe de Lugo en el segle xiv.